# Ina Ray Hutton
Ina Ray Hutton (* 13. März 1916 in Chicago; † 19. Februar 1984 in Ventura, Kalifornien; geboren als Odessa Cowan) war eine US-amerikanische Swing- und Tanz-Bigband-Leaderin, Tänzerin und Sängerin.
Sie war die Tochter des Pianisten Marvel Ray, sang und tanzte schon als Kind von acht Jahren und war Anfang der 1930er Jahre Mitglied der Ziegfeld Follies (1934) und in den George White’s Scandals. 1934 wurde ihr vom Produzenten Irving Mills angeboten, Frontfrau einer All-Girl-Bigband zu sein, den „Melodears“, mit denen sie in einigen Paramount-Filmen kurz auftrat und in den 1930er Jahren ziemlich populär war. Im Dezember 1934 kam sie mit dem für Vocalion eingespielten Song „Georgia's Gorgeous Gal“ in die Hitparaden. Arrangeur war ab 1936 Eddie Durham. 1939 löste sie die Band auf und leitete eine sonst nur aus männlichen Musikern bestehende Band, die bis 1944 bestand (musikalischer Leiter war der Saxophonist und Arrangeur George Paxton). Ihre von Tanzeinlagen begleiteten Auftritte als Bigbandleiterin brachten ihr den Beinamen „Blond Bombshell of Rhythm“ ein und eine Hauptrolle in dem Film „Ever Since Venus“ (1944). Zur Band gehörten auch der Gitarrist Jack Purcell, der Sänger Stuart Foster (ab 1943 auch das Gesangs-Trio Kim Loo Singers), der Pianist Hal Schaefer und Trompeter Randy Brooks, mit dem sie 1949 bis 1957 verheiratet war (davor 1944 mit einem Saxophonisten ihrer Band, Lou Parris). Ab 1944 und von 1951 bis 1956 leitete sie erneut eine All-Girl-Band, die regelmäßig in lokalen TV-Sendern auftrat, 1956 sogar in einer eigenen kurzlebigen Show. 1968 zog sie sich aus der Musik zurück.
Sie war die Halbschwester von June Hutton (1921–1973), die in der Band von Ina Ray Hutton in den 1930ern als Elaine Merritt sang und später mit Charlie Spivak und in den 1940er Jahren mit den „Pied Pipers“ bei Tommy Dorsey.
Ina Ray Hutton war viermal verheiratet, zuletzt bis 1981 (Scheidung) mit dem Geschäftsmann Jack Curtis. Sie starb an den Folgen eines Diabetes.
Besetzungsliste der Melodears:
- Klavier: Ruth Lowe, Gladys Moser, Betty Roudebush
- Saxophon: Betty Sattley, Nadine Friedman, Marjorie Tisdale
- Trompete: Mardell Owen Winstead, Kay Welsh, Estelle Slavin, u. a.
- Posaune: Fy Hesser, Jesse Bailey, Alyse Wells
- Bass: Marge Rivers
- Gitarre: Marion Grange
- Schlagzeug: Lillian Singer, Virginia Myers